# Давня Португалія

## Початковий період

Позселення кельтів у 800—400 роках до н. е.

Карфаген та його володіння. 218 рік.

Археологічні розкопки підтверджують, що людина поселилася на півострові і, зокрема, в Португалії багато тисячоліть тому. Вважається, що в якнайдавніший період людської історії основними жителями тут були іберійські племена, зокрема лузітані. У I тисячолітті до н. е. сюди прийшли нові поселенці — кельти, що змішалися з автохтонним населенням. В кінці II—III тисячоліття до н. е. на півострові виникли фінікійські — Гадес (нинішній Кадес) та інші, а потім і грецькі колонії — сучасні Лісабон та Порту, але значного впливу на життя півострова вони не зробили.
У III ст. до н. е., після закінчення першої пунічної війни та придушення повстання найманців й лівійців, на Піренейському півострові з'явилися карфагенські загони спочатку на чолі з Гамилькаром Барка (батьком відомого Ганнібала) та Газдрубала (зятя Ганнібала). Метою їх було створення нової військової та економічної бази для боротьби із Римом. Було засновано місто Новий Карфаген (сучасна Картахена), який став головним містом Карфагена на Піренеях. Після цього розпочалося захоплення внутрішніх регіонів піренейського півострова. Особливих успіхів в цьому досяг Ганнібал. Після довгої боротьби він навесні 220 р. до н. е. біля річки Тагус розбив об'єднані сили лузітанських племен — олкадів, ваккеїв та карпетан. Після цього практично уся Лузітанія підкорилася карфагенянам. З початком другої пунічної війни захоплена Лузітанія залишалася важливою базою для карфагенян на чолі із братами Ганнібала — Гасдрубалом та Магоном. Але й вони були остаточно розбиті Корнелієм Сципіоном Старшим у 206 р. до н. е. За миром з Карфагеном 201 р. до .н.е Іспанія та Лузітанія відійшли до Римської республіки.

## Римський період

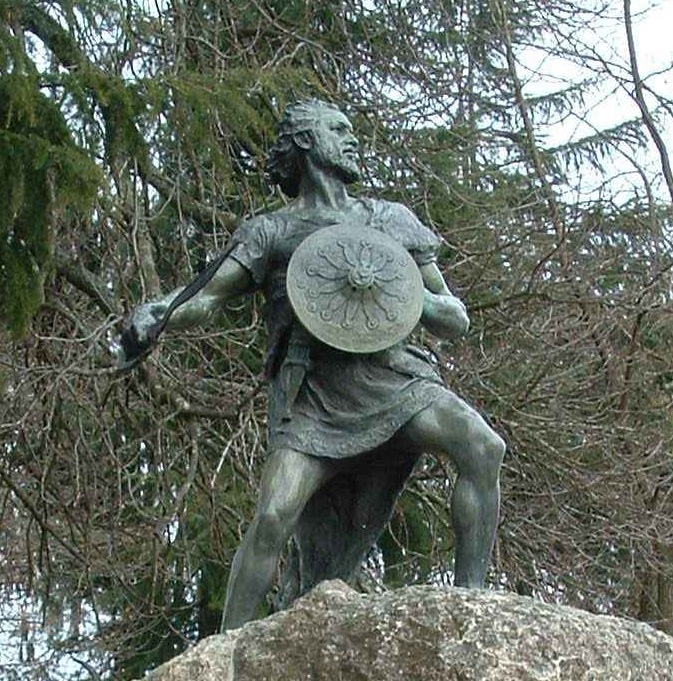
Пам'ятник Віріату. Візеу, Португалія

Римське завоювання Іспанії

Із закінчення другої війни з Карфагеном почалося підкорення півострова римлянами, що тривало не одне сторіччя, але так фактично і незавершене. У багатьох областях римляни зустріли запеклий опір. Особливо наполегливо захищалися кельтібери в долині Дуеро (тут була розташована знаменита Нумансія) і лузитани — племена, що населяли територію нинішньої Португалії. У 151 р. до н. е. римляни на чолі з пропретором Сервієм Сульпіциєм Гальбою зазнали поразки в битві з лузитанами і вступили з ними в мирні переговори, під час яких віроломно вбили величезне число своїх супротивників — за деякими даними, від 7 до 30 тис. людей. Обурені лузитани, на чолі яких встав Віріат, зібравши в горах загони, у 147 році до н. е. почали військові дії проти римлян. Не одного разу розгромивши римські легіони, в 141 р. до н. е. вони домаглися визнання Римом незалежності Лузитанії під владою Віріата. Проте через два роки — у 139 р. до н. е. — римляни порушили договір, а незабаром Віріат був убитий людьми, які були підкуплені Римом. Після цього Лузитанія перейшла поступово під владу Риму — у 138—137 роках до н. е. Децим Юній Брут Каллаїк завершив підкорення країни, підкоривши останні лузітанські племена каллаїків та бракарерів.
Римлянам вдалося підпорядкувати собі майже весь півострів. Лише гірські його області на півночі, заселені кантабрами, басками і астурійцями, залишилися поза римським впливом. На решті території Іберії, у тому числі і в Лузитанії, римські порядки затвердилися досить міцно.
До наших днів дійшли прокладені римлянами дороги; величні акведуки, що сторіччями забезпечували водою міста; скульптурні портрети іберійських матрон із загадковою напівпосмішкою — творчість місцевих майстрів; прекрасні мозаїки Конімбріги — великого на ті часи міста за декілька кілометрів від сучасної Коїмбри; стрункі колони античного храму в Еворі, на площі поряд з будинком, де жив Вашку та Гамору.
У 38 р. до н. е. римська Іспанія була розділена на три провінції: Таррагону (при римському імператорі Діоклетіані з неї виділена ще одна — Галеція), Бетіку і Лузітанію. До речі, саме від цієї події відлічувалися роки так званої іспанської, або цезаріанської, ери, яка залишалася в ходу на півострові протягом майже всього середньовіччя — в Арагоні і Кастилії вона була скасована тільки в XIV ст., а в Португалії — на початку XV ст. (Таким чином, за піренейським календарем, Христос народився в 38 р. Перший хрестовий похід відбувся не в 1096, а в 1134 р., а «битва шпор» — не в 1302, а в 1340 р.)
Звідси, з іспанських провінцій Риму, вийшли в світ відомі всьому людству Марціал і Сенека, Колумелла і Лукан. Уродженцями Іспанії були імператори Адріан, Траян, Феодосій. Але ставши частиною Римської імперії, Іспанія разом з нею пережила і її падіння.

## Період правління свевів

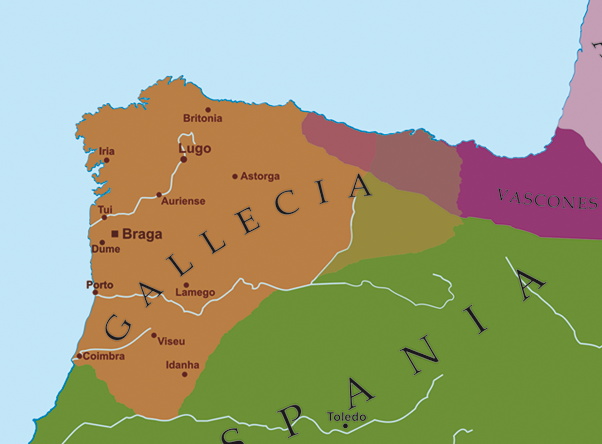
Королівство свевів

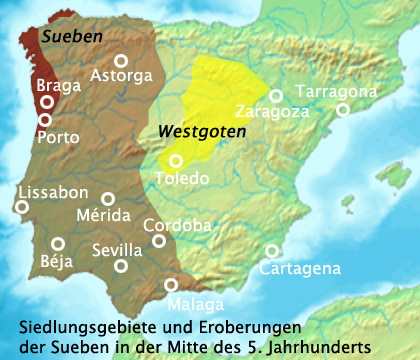
Свевське королівство при королі Рекиарії (438—448)

Могутній вал німецького переселення, що прокотився по Західній Європі в IV—V ст., не минув і її західної околиці. Першими в 409 р. ступили на Піренейський півострів племена аланів, вандалів і свевів. Проте перебування аланів і вандалів виявилося недовгим — всього близько 20 років. Витискувані новими хвилями мігрантів, вони переправилися через Гібралтарську протоку (Геркулесови стовпи) і влаштувалися в Африці, де ще якийсь час існувало Вандальське королівство. Півострів же став здобиччю інших гілок сім'ї німецьких племен — вестготів. Свеви зберегли за собою західні землі і утворили тут свою державу в основному на землях нинішньої Галісії і Північної Португалії. Свевське королівство проіснувало з 409 до 585 р. (з перервами — час від часу приєднувалася до Вестготського королівства), коли все ж таки після низки поразок, приєднань і новознайденої самостійності воно було остаточно включене у Вестготське королівство.

### Королі Свевів
- Ґермерік (409—438)
- Ґеремігарій (427—429)
- Рехіла (438—456)
- Рекіарій (448—456)
- Агіульф (456—457)
- Мальдра (456—460)
- Фрамта (457)
- Рехімунд (457—464)
- Фрумар (460—464)
- Захоплено вестготами (475—485)
- Ґерменерік (485)
- Захоплено вестготами (485—535)
- Веремунд (535)
- Захоплено вестготами (535—550)
- Харарік (550—559)
- Аріамір (559—566)
- Теодемір (566—570)
- Міро (570—583)
- Еборік (583—584)
- Андека (584—585)
- Маларік (585)
- Остаточне приєднання до королівства вестготів

## Вестготи та арабське завоювання

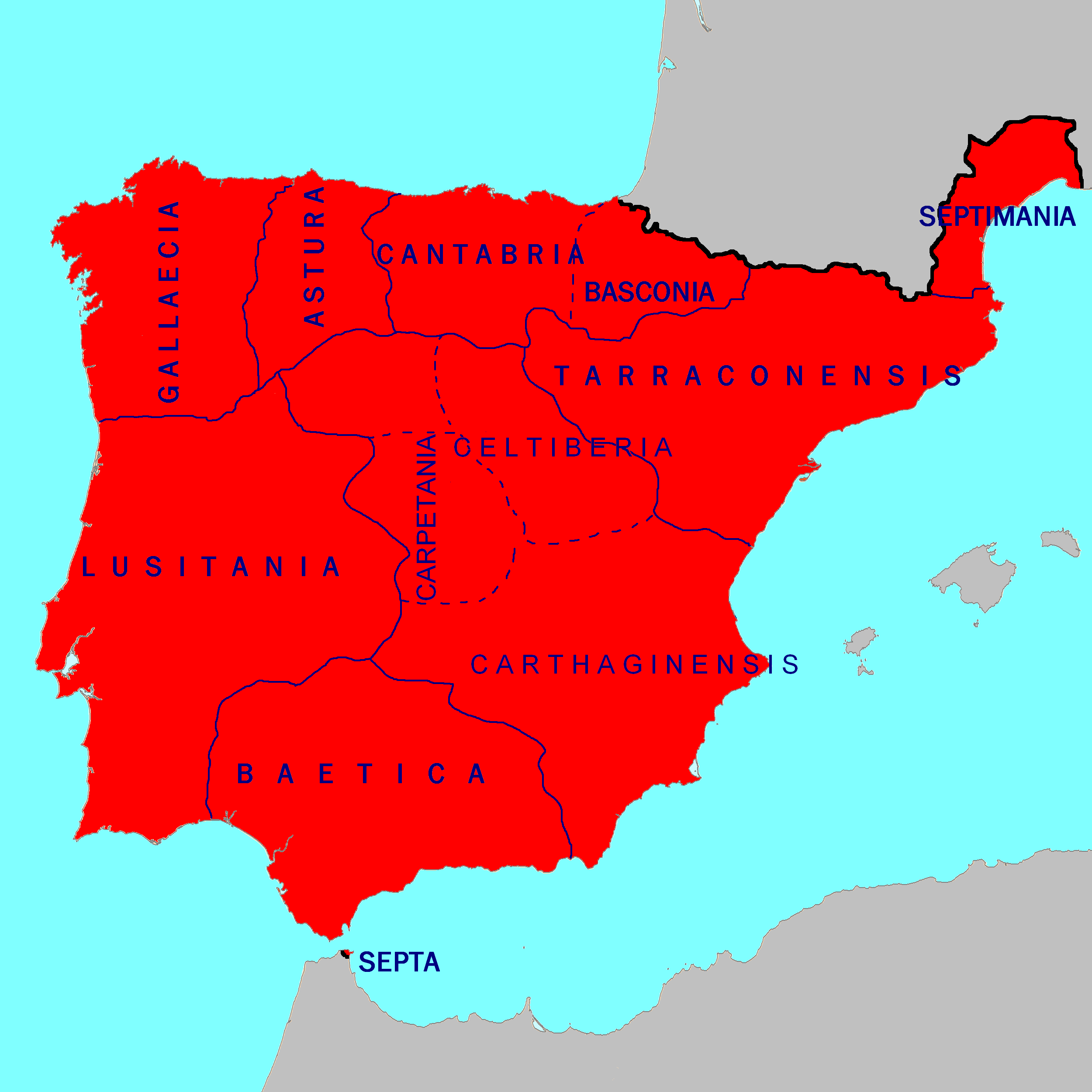
Вестготське королівство при королі Родерікі (710—711)

Іберійській півострів у 750 році

У вестготській період місто Брага, на півночі Лузітанії, став одним з п'яти головних релігійних центрів півострова — однієї з п'яти митрополій. Лісабон, стародавній, заснований ще греками Олізіппо — продовжував свою торгову і ремісничу діяльність. Можливо, саме в ці роки в багатьох містах були зведені перші міські стіни. Археологічні розкопки свідчать про ніколи не завмираючу активність на території майбутньої Португалії.
Королі Вестготського королівства після приєднання держави свевів:
- Леовігільд (572—586) — з 585 король всього півострова (приєднав свевів)
- Рекаред I (586—601)
- Ліува (601—603)
- Вітерік (603—610)
- Гундемар (610—612)
- Сисебут (612—621)
- Рекаред II (621)
- Суінтіла (621—631)
- Іуділа (629—639)
- Сісенанд (631—636)
- Квінтіла (636—639)
- Тулга (639—642)
- Квіндасвінт (642—653)
- Рекесвінт (653—672)
- Вамба (672—680)
- Ервігіон (680—687)
- Егіса (687—700)
- Вітица (700—710)
- Агіла (710)
- Родерік (710—711)

В 711 році війська арабів на чолі із Таріком ібн Зіядом (670—720) висадилися на півострові. 19 (по іншим даним 31) липня того ж року при містечку Херес-де-ла-Фронтера вони розгромили війська вестготського короля Родеріка. А вже на чолі з Абд-аль-Азізом ібн Муса 714 року захопили Лісабон, до 719 року практично уся територія Іберійського півострова була зайнята арабами. Не захопленою лишилася земля навколо міста Ов'єдо, де сформувалося спочатку королівство Ов'єдське, а потім Астурійське (750).